# Campeonato Baiano 2022
El Campeonato Baiano de Fútbol 2022 fue la 118.ª edición de la primera división de fútbol del Estado de Bahía. El torneo fue organizado por la Federação Bahiana de Futebol (FBF). El torneo comenzó el 15 de enero y finalizó el 10 de abril.
Atlético de Alagoinhas se consagró bicampeón tras vencer en la final al Jacuipense, consiguiendo su segundo título estadual, además de ser el segundo equipo fuera de la ciudad de Salvador en conseguir dos títulos en años seguidos, el primero fue Botafogo de Senhor do Bonfim en 1922 y 1923. Además, por segundo año consecutivo, ni Bahia ni Vitória ―los dos clubes más grandes del estado― disputaron la final estadual, algo que no sucedía desde los años 1929 y 1930.

## Sistema de juego

### Primera fase
Los 10 equipos se enfrentan en modalidad de todos contra todos a una sola rueda. Culminadas las nueve fechas, los dos últimos equipos posicionados en la tabla de posiciones descienden a la Segunda División. Mientras que los cuatro primeros clasifican a las semifinales.

### Segunda fase
- Semifinales: Los enfrentamientos son a doble partido y se emparejan con respecto al puntaje de la primera fase, de la siguiente forma:
  - 1.º vs. 4.º
  - 2.º vs. 3.º

- Final: Los dos ganadores de las semifinales disputan la final, se juega de igual manera a doble partido.

- Nota 1: En caso de empate en puntos y diferencia de goles en cualquier llave, se definirá en tanda de penales.
- Nota 2: Tanto en las semifinales como en la final, el equipo con menor puntaje en la primera fase comienza la llave como local.

### Clasificaciones
- Copa de Brasil 2023: Clasifican los dos finalistas y el semifinalista eliminado con mayor puntaje.
- Copa do Nordeste 2023: Clasifican cinco equipos. A la fase de grupos clasifican el campeón estadual y el equipo con mejor posición en el Ranking CBF 2022 (exceptuando al campeón). A la Pre-Copa do Nordeste acceden los dos siguientes equipos mejor posicionados en la tabla acumulada que no hayan clasificado a la fase de grupos, sumándoseles el equipo con mejor posición en el Ranking CBF 2022 (exceptuando a los cuatro equipos mencionados anteriormente).
- Serie D 2023: Clasifican los tres mejores equipos de la tabla acumulada que no disputen la Serie A, Serie B o Serie C en la temporada 2022 o la Serie C en 2023.

## Equipos participantes
| Equipo                 | Ciudad               | Estadio          | Capacidad | Posición 2021      | Títulos (último) |
| ---------------------- | -------------------- | ---------------- | --------- | ------------------ | ---------------- |
| Atlético de Alagoinhas | Alagoinhas           | Carneirão        | 16 000    | Campeón            | 1 (2021)         |
| Bahia                  | Salvador             | Arena Fonte Nova | 47 907    | 4.º                | 49 (2020)        |
| Bahia de Feira         | Feira de Santana     | Arena Cajueiro   | 4000      | 2.º                | 1 (2011)         |
| Barcelona de Ilhéus    | Ilhéus               | Mário Pessoa     | 7000      | 1.º (2.ª división) | 0                |
| Doce Mel               | Cruz das Almas       | Barbosão         | 8000      | 9.º                | 0                |
| Jacuipense             | Riachão do Jacuípe   | Roberto Santos   | 31 600    | 6.º                | 0                |
| Juazeirense            | Juazeiro             | Adautão          | 8000      | 3.º                | 0                |
| UNIRB                  | Alagoinhas           | Carneirão        | 16 000    | 8.º                | 0                |
| Vitória                | Salvador             | Barradão         | 30 618    | 5.º                | 29 (2017)        |
| Vitória da Conquista   | Vitória da Conquista | Lomantão         | 11 538    | 7.º                | 0                |

| Crecimiento | Equipo proveniente del Campeonato Baiano de Segunda División 2021. |

## Primera fase

### Tabla de posiciones
| Pos. | Equipo                 | Pts. | PJ | G | E | P | GF | GC | Dif. | Clasificación          |
| ---- | ---------------------- | ---- | -- | - | - | - | -- | -- | ---- | ---------------------- |
| 1    | Jacuipense             | 21   | 9  | 7 | 0 | 2 | 19 | 10 | +9   | Fase final.            |
| 2    | Atlético de Alagoinhas | 17   | 9  | 5 | 2 | 2 | 17 | 10 | +7   | Fase final.            |
| 3    | Bahia de Feira         | 17   | 9  | 5 | 2 | 2 | 13 | 9  | +4   | Fase final.            |
| 4    | Barcelona de Ilhéus    | 14   | 9  | 4 | 2 | 3 | 6  | 7  | −1   | Fase final.            |
| 5    | Vitória                | 13   | 9  | 3 | 4 | 2 | 7  | 6  | +1   |                        |
| 6    | Bahia                  | 12   | 9  | 3 | 3 | 3 | 13 | 9  | +4   |                        |
| 7    | Juazeirense            | 9    | 9  | 2 | 3 | 4 | 7  | 11 | −4   |                        |
| 8    | Doce Mel               | 7    | 9  | 2 | 1 | 6 | 8  | 12 | −4   |                        |
| 9    | Vitória da Conquista   | 7    | 9  | 2 | 1 | 6 | 5  | 15 | −10  | Descenso de categoría. |
| 10   | UNIRB                  | 7    | 9  | 1 | 4 | 4 | 8  | 14 | −6   | Descenso de categoría. |

 Fuente: FBF
Criterios de clasificación: 1) Puntos; 2) Partidos ganados; 3) Diferencia de gol; 4) Goles anotados; 5) Enfrentamiento directo entre los equipos en cuestión; 6) Menor cantidad de tarjetas rojas; 7) Menor cantidad de tarjetas amarillas; 8) Sorteo.

### Resultados
| Local \ Visitante      | ALA | BAH | BFE | BAR | DOC | JAC | JUA | UNI | VIT | VCO |
| ---------------------- | --- | --- | --- | --- | --- | --- | --- | --- | --- | --- |
| Atlético de Alagoinhas | —   | 2–1 | —   | 0–1 | —   | —   | 2–0 | 3–3 | —   | 4–1 |
| Bahia                  | —   | —   | —   | 0–1 | 1–0 | 4–1 | —   | 1–1 | —   | 3–0 |
| Bahia de Feira         | 1–0 | 2–2 | —   | —   | 2–1 | —   | 2–1 | 2–0 | —   | —   |
| Barcelona de Ilhéus    | —   | —   | 1–1 | —   | —   | 0–3 | 1–0 | —   | 0–1 | —   |
| Doce Mel               | 1–3 | —   | —   | 1–2 | —   | —   | —   | —   | 1–0 | 2–0 |
| Jacuipense             | 2–3 | —   | 2–0 | —   | 1–0 | —   | —   | —   | 1–0 | 3–1 |
| Juazeirense            | —   | 1–0 | —   | —   | 0–0 | 2–5 | —   | 2–0 | —   | 0–0 |
| UNIRB                  | —   | —   | —   | 0–0 | 3–2 | 0–1 | —   | —   | 1–1 | —   |
| Vitória                | 0–0 | 1–1 | 2–1 | —   | —   | —   | 1–1 | —   | —   | —   |
| Vitória da Conquista   | —   | —   | 0–2 | 1–0 | —   | —   | —   | 2–0 | 0–1 | —   |

## Fase final

#### Cuadro de desarrollo
|  | Semifinales       | Semifinales            | Semifinales       | Semifinales            | Semifinales       |   |   | Final           | Final           | Final           | Final           | Final           |  |
|  | 26 al 30 de marzo | 26 al 30 de marzo      | 26 al 30 de marzo | 26 al 30 de marzo      | 26 al 30 de marzo |   |   | 3 y 10 de abril | 3 y 10 de abril | 3 y 10 de abril | 3 y 10 de abril | 3 y 10 de abril |  |
|  |                   |                        |                   |                        |                   |   |   |                 |                 |                 |                 |                 |  |
|  |                   |                        |                   |                        |                   |   |   |                 |                 |                 |                 |                 |  |
|  | 1                 | Jacuipense             | 0                 | 1                      | 1                 |   |   |                 |                 |                 |                 |                 |  |
|  | 1                 | Jacuipense             | 0                 | 1                      | 1                 |   |   |                 |                 |                 |                 |                 |  |
|  | 4                 | Barcelona de Ilhéus    | 0                 | 0                      | 0                 |   |   |                 |                 |                 |                 |                 |  |
|  | 4                 | Barcelona de Ilhéus    | 0                 | 0                      | 0                 |   | 1 | Jacuipense      | 1               | 0               | 1               |                 |  |
|  |                   |                        |                   |                        |                   |   | 1 | Jacuipense      | 1               | 0               | 1               |                 |  |
|  |                   |                        | 2                 | Atlético de Alagoinhas | 1                 | 2 | 3 |                 |                 |                 |                 |                 |  |
|  | 2                 | Atlético de Alagoinhas | 2                 | Atlético de Alagoinhas | 1                 | 2 | 3 | 1               | 1               | 2               |                 |                 |  |
|  | 2                 | Atlético de Alagoinhas |                   |                        |                   |   |   | 1               | 1               | 2               |                 |                 |  |
|  | 3                 | Bahia de Feira         | 0                 | 0                      | 0                 |   |   |                 |                 |                 |                 |                 |  |
|  | 3                 | Bahia de Feira         | 0                 | 0                      | 0                 |   |   |                 |                 |                 |                 |                 |  |
|  |                   |                        |                   |                        |                   |   |   |                 |                 |                 |                 |                 |  |

Nota: El equipo que ocupa la primera línea es el que define la serie como local.
| Bandera del estado de Bahía        |
| Campeón                            |
| Atlético de Alagoinhas 2.do título |

## Clasificación final
| Pos. | Equipo                     | Pts. | PJ | G | E | P | GF | GC | Dif. | Clasificación                                                  |
| ---- | -------------------------- | ---- | -- | - | - | - | -- | -- | ---- | -------------------------------------------------------------- |
| 1.°  | Atlético de Alagoinhas (C) | 27   | 13 | 8 | 3 | 2 | 22 | 11 | +11  | Copa de Brasil 2023, Copa do Nordeste 2023 y Serie D 2023.     |
| 2.°  | Jacuipense                 | 26   | 13 | 8 | 2 | 3 | 21 | 13 | +8   | Copa de Brasil 2023, Pre-Copa do Nordeste 2023 y Serie D 2023. |
| 3.°  | Bahia de Feira             | 17   | 11 | 5 | 2 | 4 | 13 | 11 | +2   | Copa de Brasil 2023 y Serie D 2023.                            |
| 4.°  | Barcelona de Ilhéus        | 15   | 11 | 4 | 3 | 4 | 6  | 8  | −2   |                                                                |
| 5.°  | Vitória                    | 13   | 9  | 3 | 4 | 2 | 7  | 6  | +1   | Copa de Brasil 2023 y Pre-Copa do Nordeste 2023.               |
| 6.°  | Bahia                      | 12   | 9  | 3 | 3 | 3 | 13 | 9  | +4   | Copa de Brasil 2023 y Copa do Nordeste 2023.                   |
| 7.°  | Juazeirense                | 9    | 9  | 2 | 3 | 4 | 7  | 11 | −4   |                                                                |
| 8.°  | Doce Mel                   | 7    | 9  | 2 | 1 | 6 | 8  | 12 | −4   |                                                                |
| 9.°  | Vitória da Conquista       | 7    | 9  | 2 | 1 | 6 | 5  | 15 | −10  | Segunda División 2023.                                         |
| 10.° | UNIRB                      | 7    | 9  | 1 | 4 | 4 | 8  | 14 | −6   | Segunda División 2023.                                         |

Reglas de clasificación: 1) Puntos; 2) Partidos ganados; 3) Diferencia de gol; 4) Goles anotados; 5) Enfrentamiento directo entre los equipos en cuestión; 6) Menor cantidad de tarjetas rojas; 7) Menor cantidad de tarjetas amarillas; 8) Sorteo.

## Goleadores
| Pos. | Jugador         | Equipo                 | Goles |
| ---- | --------------- | ---------------------- | ----- |
| 1    | Miller          | Atlético de Alagoinhas | 6     |
| 2    | Thiaguinho      | Atlético de Alagoinhas | 5     |
| 3    | Jeam            | Jacuipense             | 4     |
|      | Igor Bádio      | UNIRB                  | 4     |
|      | Deon            | Bahia de Feira         | 4     |
|      | Hugo Rodallega  | Bahia                  | 4     |
| 7    | Diones          | Bahia de Feira         | 3     |
|      | Cesinha         | Doce Mel               | 3     |
|      | Gabriel Esteves | Atlético de Alagoinhas | 3     |
|      | Welder          | Jacuipense             | 3     |